# 娜丁·克莱纳特
娜丁·克莱纳特（德語：Nadine Kleinert，1975年10月20日—），德国女子田径运动员。她曾代表德国参加2000年、2004年、2008年和2012年夏季奥林匹克运动会田径比赛，其中2004年奥运会获得一枚银牌。